# Jeffrey Bowyer-Chapman
Jeffrey Bowyer-Chapman, född 21 oktober 1984 i Edmonton, är en kanadensisk skådespelare.
Bowyer-Chapman har bland annat medverkat i TV-serierna UnREAL och Dr Doogie Kamealoha. Han har även medverkat i filmen Campfire Christmas.

## Filmografi (i urval)
- 2015–2018 – UnREAL (TV-serie)
- 2021–2023 – Dr Doogie Kamealoha (TV-serie)
- 2022 – Campfire Christmas